# Thomas Macaulay
Thomas Babington Macaulay, 1º Barão de Macaulay, PC (Leicestershire, 25 de outubro de 1800 – 28 de dezembro de 1859) foi um poeta, historiador e político whig britânico do século XIX. Foi membro do Parlamento do Reino Unido por Calne (1830-1832), Leeds (1832-1834) e Edimburgo (1839-1847 e 1852-1856). Foi membro do Conselho do Governador-Geral da Índia (1834-1838), onde se destacou na reforma do sistema educacional indiano e na proposição de um código penal. Serviu também como Secretário para a Guerra (1839-1841) e Tesoureiro Geral (1846-1848).

## Vida
Ele é considerado o principal responsável pela introdução do sistema educacional ocidental na Índia. Ele escreveu extensivamente como ensaísta, sobre assuntos sociopolíticos contemporâneos e históricos e como revisor. Sua The History of England foi um exemplo seminal e paradigmático da história Whig, e seu estilo literário permaneceu um objeto de elogio desde sua publicação, inclusive após a condenação generalizada de suas contendas históricas que se tornaram populares no século XX.

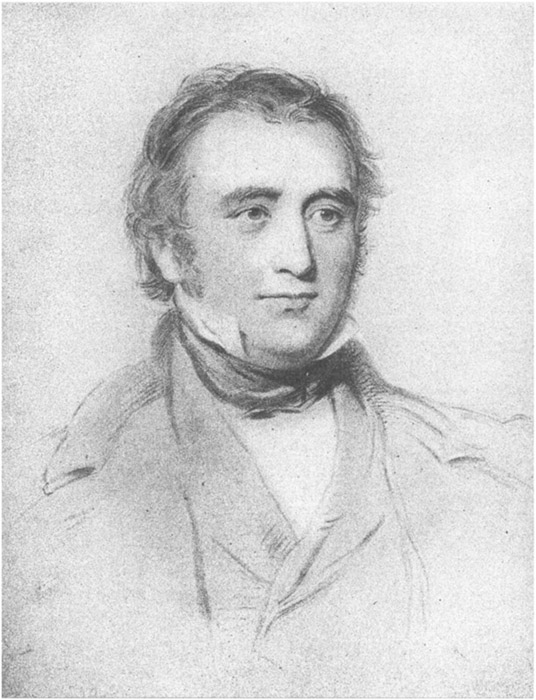
Thomas Babington Macaulay aos 50 anos de idade - gravura de W. Holl, feita a partir de um desenho de George Richmond.

Macaulay serviu como Secretário da Guerra entre 1839 e 1841, e como tesoureiro-geral entre 1846 e 1848. Ele desempenhou um papel importante na introdução de conceitos ingleses e ocidentais para a educação na Índia e publicou seu argumento sobre o assunto no "Ata de Macaulay" em 1835. Ele apoiou a substituição do persa pelo inglês como língua oficial, o uso do inglês como meio de instrução em todas as escolas e o treinamento de indianos de língua inglesa como professores. Isso levou ao Macaulayismo na Índia e à eliminação sistemática da educação e dos sistemas vocacionais e das ciências tradicionais e antigos da Índia.
Macaulay dividiu o mundo em nações civilizadas e barbárie, com a Grã-Bretanha representando o ponto alto da civilização. Em seu Minute on Indian Education de fevereiro de 1835, ele afirmou: "Não é, creio eu, exagero dizer que todas as informações históricas que foram coletadas de todos os livros escritos em sânscrito são menos valiosas do que o que pode ser encontrado nos resumos mais insignificantes usados nas escolas preparatórias na Inglaterra". Ele estava ligado à ideia de progresso, especialmente em termos de liberdades liberais. Ele se opôs ao radicalismo enquanto idealizava a cultura e as tradições históricas britânicas.

Ele está enterrado na Abadia de Westminster.

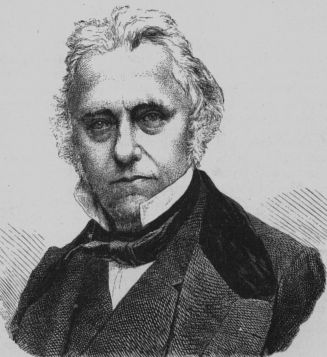
Thomas Macaulay

## Trabalhos
- Obras de Thomas Babington Macaulay, 1st Baron Macaulay (em inglês) no Projeto Gutenberg
- Lays of Ancient Rome
- The History of England from the Accession of James II - Philadelphia: Porter & Coates. 1848
  - 5 vols (1848): Vol 1, Vol 2, Vol 3, Vol 4, Vol 5 at Internet Archive
  - 5 vols (1848): Vol. 1, Vol. 2, Vol. 3, Vol. 4, Vol. 5 at Project Gutenberg
  - volumes 1–3 at LibriVox.org
- Critical and Historical Essays, 2 vols, edited by Alexander James Grieve. Vol. 1, Vol. 2
- «Social and Industrial Capacities of the Negroes». Critical Historical and Miscellaneous Essays with a Memoir and Index. Vols V. and VI. [S.l.]: Mason, Baker & Pratt. 1873
- Lays of Ancient Rome: With Ivry, and The Armada. [S.l.]: Longmans, Green, and Company. 1881
- William Pitt, Earl of Chatham: Second Essay (Maynard, Merrill, & Company, 1892, 110 pages)
- The Miscellaneous Writings and Speeches of Lord Macaulay, 4 vols Vol. 1, Vol. 2, Vol. 3, Vol. 4
- Machiavelli on Niccolò Machiavelli
- The Letters of Thomas Babington Macaulay, 6 vols, edited by Thomas Pinney.
- The Journals of Thomas Babington Macaulay, 5 vols, edited by William Thomas.
- Macaulay index entry at Poets' Corner
- Lays of Ancient Rome (Complete) at Poets' Corner with an introduction by Bob Blair